# Список районов Дюссельдорфа
Список представляет обзор всех 50 административных районов столицы земли Северный Рейн-Вестфалия Дюссельдорфа (Германия).

## Общие сведения
После того, как в 1288 году населённому пункту был дан статус города, его территория стала быстро расширяться. Уже в этом же году к нему присоединились несколько соседних общин. Примерно через 100 лет добавилось ещё 8-9 общин, причём город расширялся равномерно во все стороны. Дюссельдорф перешагнул через Рейн только в начале XX века. На волне присоединений 1908-1909 годов в Дюссельдорф вошло ещё 13 общин, в том числе до этого самостоятельные города Хердт и Герресхайм. В 1929 году к городу присоединилось ещё 9 общин, среди которых выделялись Бенрат и Кайзерверт. С этого времени Дюссельдорф стал прирастать в основном южными территориями.
В 70-е годы прошла волна административных преобразований Дюссельдорфа и к нему отошли соседние города Мербуш и Монхайм, но затем они вновь вышли из состава Дюссельдорфа. На этом прирост территории в основном закончился. Можно считать, что город пополнился в те годы лишь территорией Ангермунда. Реформа 1975 года привела к тому, что город получил современную устойчивую форму административного деления и каждый район был обозначен номером. Последний 50-й округ, Книтткуль, был образован 13 февраля 2014 года.

## Таблица
| Район          | Округ | Площадь поверхности в км² | Число жителей | Плотность населения в чел./км² | Год присоединения к городу | Карта |
| -------------- | ----- | ------------------------- | ------------- | ------------------------------ | -------------------------- | ----- |
| Альтштадт      | 01    | 00,5 км²                  | 02174         | 04348                          |                            |       |
| Ангермунд      | 05    | 13,3 км²                  | 06 005        | 0453                           | 1975                       |       |
| Бенрат         | 09    | 05,9 км²                  | 15.817        | 02681                          | 1929                       |       |
| Бильк          | 03    | 05,56 км²                 | 37.283        | 06706                          | 1384                       |       |
| Верстен        | 09    | 04,38 км²                 | 26 728        | 06 102                         | 1908                       |       |
| Виттлаер       | 05    | 06,91 км²                 | 07465         | 01080                          | 1975                       |       |
| Гарат          | 10    | 03,64 км²                 | 18 210        | 05 003                         | 1929                       |       |
| Герресхайм     | 07    | 06,74 км²                 | 28 003        | 04155                          | 1909                       |       |
| Гольцхайм      | 01    | 02,64 км²                 | 11.234        | 04 155                         | 1 384                      |       |
| Графенберг     | 07    | 00,94 км²                 | 05476         | 05826                          | 1909                       |       |
| Дерендорф      | 01    | 03,34 км²                 | 18.906        | 05660                          | 1384                       |       |
| Дюссельталь    | 02    | 02,91 км²                 | 25.907        | 08903                          | 1384                       |       |
| Иттер          | 09    | 02,61 км²                 | 01748         | 0670                           | 1929                       |       |
| Кайзерверт     | 05    | 04,71 км²                 | 07905         | 01678                          | 1929                       |       |
| Калькум        | 05    | 07,62 км²                 | 01894         | 0249                           | 1975                       |       |
| Карлштадт      | 01    | 00,46 км²                 | 02317         | 05037                          | 1288                       |       |
| Книтткуль      | 07    | 00,85 км²                 | 01947         | 02291                          | 2014                       |       |
| Лёрик          | 04    | 02,66 км²                 | 07394         | 02780                          | 1909                       |       |
| Лохаузен       | 05    | 12,42 км²                 | 04121         | 0322                           | 1929                       |       |
| Лиренфельд     | 08    | 02,48 км²                 | 09660         | 03895                          | 1384                       |       |
| Лихтенбройх    | 06    | 02,13 км²                 | 05773         | 02710                          | 1929                       |       |
| Люденберг      | 07    | 06,44 км²                 | 06912         | 01073                          | 1909                       |       |
| Мёрсенбройх    | 06    | 02,68 км²                 | 13.860        | 05172                          | 1384                       |       |
| Нидеркассель   | 04    | 02,09 км²                 | 05589         | 02674                          | 1909                       |       |
| Обербильк      | 03    | 03,89 км²                 | 27.570        | 07087                          | 1384                       |       |
| Оберкассель    | 04    | 03,87 км²                 | 17.154        | 04433                          | 1909                       |       |
| Пемпельфорт    | 01    | 02,69 км²                 | 27.345        | 10.165                         | 1288                       |       |
| Райсхольц      | 09    | 01,78 км²                 | 03604         | 02025                          | 1929                       |       |
| Рат            | 06    | 10,3 км²                  | 18.557        | 01802                          | 1909                       |       |
| Унтербах       | 08    | 09,13 км²                 | 07246         | 0794                           | 1975                       |       |
| Унтербильк     | 03    | 01,63 км²                 | 17.993        | 11.039                         | 1384                       |       |
| Унтеррат       | 06    | 04,38 км²                 | 20.798        | 04748                          | 1909                       |       |
| Урденбах       | 09    | 07,64 км²                 | 10.485        | 01372                          | 1929                       |       |
| Феннхаузен     | 08    | 03,58 км²                 | 09859         | 02754                          | 1909                       |       |
| Флее           | 03    | 02,05 км²                 | 02463         | 01201                          | 1384                       |       |
| Флингерн Север | 02    | 02,7 км²                  | 21.056        | 07799                          | 1288                       |       |
| Флингерн Юг    | 02    | 01,5 км²                  | 09522         | 06348                          | 1288                       |       |
| Фольмерсверт   | 03    | 02,13 км²                 | 02173         | 01020                          | 1488                       |       |
| Фридрихштадт   | 03    | 01,1 км²                  | 20 180        | 18 258                         | 1384                       |       |
| Хамм           | 03    | 04,05 км²                 | 03668         | 0906                           | 1394                       |       |
| Хассельс       | 09    | 04,5 км²                  | 17.539        | 03898                          | 1929                       |       |
| Хафен          | 03    | 03,85 км²                 | 0124          | 032                            | 1288                       |       |
| Хеллерхоф      | 10    | 01,95 км²                 | 06458         | 03312                          | 1929                       |       |
| Хердт          | 04    | 04,15 км²                 | 09445         | 02276                          | 1909                       |       |
| Химмельгайст   | 09    | 04,46 км²                 | 01368         | 0307                           | 1909                       |       |
| Хольтхаузен    | 09    | 05,3 км²                  | 11.846        | 02235                          | 1929                       |       |
| Хуббельрат     | 07    | 13,01 км²                 | 03468         | 0250                           | 1975                       |       |
| Штадтмитте     | 01    | 01,72 км²                 | 12.915        | 07509                          | 1288                       |       |
| Штокум         | 05    | 06,7 км²                  | 05060         | 0755                           | 1909                       |       |
| Эллер          | 08    | 05,86 км²                 | 29.728        | 05073                          | 1909                       |       |

## Пояснение к таблице
Таблица сообщает следующие справочные сведения:
- Название и номер административного района города
- Название округа, куда входит район (называются округа только цифрами)
- Площадь поверхности района в квадратных километрах
- Общая численность жителей района
- Плотность населения на квадратный километр
- В каком году район был присоединён к городу
- Местоположение района на карте города

## Дополнительные сведения
- Список округов Дюссельдорфа